# Ludwig Kübler
Ludwig Kübler (ur. 2 września 1889 w Monachium, zm. 2 sierpnia 1947 w Lublanie) – niemiecki oficer w stopniu generała, organizator niemieckich oddziałów piechoty górskiej.

## Życiorys
Po wybuchu II wojny światowej był uczestnikiem kampanii wrześniowej 1939. Jako dowódca 1 Dywizji Strzelców Górskich dowodził oddziałami pościgowymi na Podkarpaciu, w skład których wchodziły również oddziały słowackie.
W październiku 1939 został odznaczony Krzyżem Rycerskim Krzyża Żelaznego za swoje dokonania w prowadzeniu dywizji górskiej na froncie galicyjskim.
Następnie, do stycznia 1942 dowódca 4 Armii. Został odwołany z dowództwa 4 Armii i przeniesiony na Bałkany jako dowódca  LXXXXVII Korpusu Górskiego. Został skazany na karę śmierci i powieszony w Lublanie 2 sierpnia 1947. Miał brata Josefa, również generała Wehrmachtu.

## Odznaczenia
- Krzyż Honorowy dla Walczących na Froncie (15 grudnia 1934)[4]
- Odznaka za Służbę w Heer (2 października 1936)[4]
  - IV Klasy
  - III Klasy
  - II Klasy
  - I Klasy
- Odznaka Honorowa Olimpijska I Klasy (30 listopada 1936)[4]
- Medal Pamiątkowy 13 marca 1938 (21 listopada 1938)[4]
- Szpanga Krzyża Żelaznego II Klasy (15 września 1939)[4]
- Szpanga Krzyża Żelaznego I Klasy (20 września 1939)[4]
- Krzyż Rycerski Krzyża Żelaznego (27 października 1939)[4]
- Medal za Kampanię Zimową na Wschodzie 1941/1942 (23 sierpnia 1942)[4]
- Order Krzyża Zwycięstwa Wojennego III Klasy (Słowacja)[4]

## Literatura
- Stefano Di Giusto, Operationszone Adriatisches Küstenland, Udine, IFSML, 2005, ISBN 88-87388-15-6.